# Gromada Zendek
Gromada Zendek war eine Verwaltungseinheit in der Volksrepublik Polen zwischen 1954 und 1962. Verwaltet wurde die Gromada vom Gromadzka Rada Narodowa dessen Sitz sich in Zendek befand und der aus 9 Mitgliedern bestand. Die Gromada Zendek gehörte zum Powiat Zawierciański in der Woiwodschaft Katowice (damals Stalinogród) und bestand aus einem Sołectwo. Die Gromada wurde zum 31. Dezember 1961 aufgelöst und in die Gromada Mierzęcice eingegliedert.